# Dragon Fighter
Dragon Fighter — видеоигра в жанре экшн-платформера с элементами горизонтального скролл-шутера, разработанная компанией Natsume в Японии в 1990 году эксклюзивно для игровой консоли Nintendo Entertainment System. Также была выпущена в 1991 году в США компанией SOFEL.

## Сюжет
Злой колдун Магус похитил пять посохов дракона из королевства Драконии. Он раздал посохи своим помощникам и отправил их на завоевание мира. Героем игры является магический рыцарь, способный превращаться в дракона. Он должен остановить Магуса.

## Игровой процесс
Игрок управляет рыцарем, вооружённым мечом. Он также может атаковать врагов на расстоянии, накапливая заряд при удержании кнопки удара и стреляя им при отпускании. При уничтожении противников игрок накапливает специальную шкалу. Когда она заполнена, игрок может в любой момент превратиться в летающего дракона. При этом игра переходит в режим скролл-шутера с автоматической прокруткой экрана, а специальная шкала начинает уменьшаться. При опустении шкалы дракон превращается обратно в воина. На уровнях присутствуют призы, изменяющие цвет героя. В зависимости от цвета герой превращается в драконов разных видов, атакующих противников разными способами.
Всего в игре шесть уровней. В конце каждого из них происходит сражение с боссом. Последний уровень полностью выполнен в жанре горизонтального скролл-шутера.